# Maria d'Este
Maria d'Este (née le 8 décembre 1644 à Modène, dans l'actuelle région d'Émilie-Romagne, alors dans le duché de Modène et Reggio et morte le 20 août 1684  à Parme, alors capitale du duché de Parme et Plaisance) était une princesse italienne du XVIIe siècle, qui fut duchesse de Parme, troisième épouse du duc de Parme Ranuce II Farnèse.

## Biographie
Maria est la fille du duc de Modène et de Reggio d'Émilie François Ier d'Este et de Marie Farnèse, fille du duc de Parme et Plaisance Ranuce Ier Farnèse. Elle est la sœur d'Isabelle d'Este, seconde épouse de Ranuce II.
Après la mort d’Isabelle en 1666, Ranuce II décide d’épouser une autre cousine. Le mariage est convenu entre le 16 et le 23 octobre 1667 et est célébré le 16 janvier 1668.
Le couple a de nombreux enfants mais compte tenu du fort taux de mortalité infantile de l’époque, seulement deux atteignent la majorité :
- François Farnèse (1678-1727), duc de Parme et Plaisance en 1694;
- Antoine Farnèse (1679-1731), en 1727, dernier duc de Parme et Plaisance de la maison Farnèse.

Maria meurt à Parme le 20 août 1684.

## Crédit d'auteurs
- (it) Cet article est partiellement ou en totalité issu de l’article de Wikipédia en italien intitulé « Maria d'Este » (voir la liste des auteurs).